# آرزو تاجیک
آرزو تاجیک (زادهٔ ۵ تیر ۱۳۷۷) بازیگر ایرانی است. او بازیگری را با سریال جان‌سخت (۱۴۰۳) به کارگردانی مصطفی تقی‌زاده آغاز کرد.

## فیلم‌شناسی

### نمایش خانگی
| سال  | عنوان  | کارگردان      | نقش         |
| ---- | ------ | ------------- | ----------- |
| ۱۴۰۳ | جان‌سخت | مصطفی تقی‌زاده | الهام عزیزی |